# Pyrenula marginatula
Pyrenula marginatula är en lavart som beskrevs av Müll. Arg. Pyrenula marginatula ingår i släktet Pyrenula och familjen Pyrenulaceae.   Inga underarter finns listade i Catalogue of Life.